# Вибори до Вінницької обласної ради 2015
Вибори до Вінницької обласної ради 2015 — вибори депутатів Вінницької обласної ради, які відбулися 25 жовтня 2015 року в рамках проведення місцевих виборів у всій країні.
Вибори відбулися за пропорційною системою, в якій кандидати закріплені за 84 виборчими округами. Для проходження до ради партія повинна була набрати не менше 5% голосів.

## Кандидати
Номери партій у бюлетені подані за результатами жеребкування:
| Номер у бюлетені | Назва                                 | Кількість кандидатів | Перший номер                      |
| ---------------- | ------------------------------------- | -------------------- | --------------------------------- |
| 1                | «Громадський рух „Народний контроль“» | 82                   | Воловодюк Володимир Володимирович |
| 2                | УКРОП                                 | 85                   | Зозуля Григорій Степанович        |
| 3                | Радикальна партія Олега Ляшка         | 84                   | Качур Олександр Вікторович        |
| 4                | «Опозиційний блок»                    | 73                   | Чорноокий Сергій Михайлович       |
| 5                | «Об'єднання „Самопоміч“»              | 57                   | Соляник Вадим Сергійович          |
| 6                | ВО «Свобода»                          | 83                   | Фурман Олексій Юрійович           |
| 7                | «Нова держава»                        | 15                   | Ковальський Георгій Іванович      |
| 8                | «Наш край»                            | 56                   | Смотрич Сергій Георгійович        |
| 9                | ВО «Батьківщина»                      | 85                   | Щербаківська Людмила Михайлівна   |
| 10               | «Соціалісти»                          | 57                   | Шкондя Микола Дмитрович           |
| 11               | Аграрна партія України                | 75                   | Корнійчук Олександр Васильович    |
| 12               | «Блок Петра Порошенка „Солідарність“» | 85                   | Коровій Валерій Вікторович        |

## Результати
| Місце | Партія                                | % голосів | Кількість голосів | Зміна % 2015 до 2010 | Усього місць |
| ----- | ------------------------------------- | --------- | ----------------- | -------------------- | ------------ |
| 1     | «Блок Петра Порошенка „Солідарність“» | 29,09%    | 176 832           | ▲ +26,35%            | 27           |
| 2     | ВО «Батьківщина»                      | 18,52%    | 112 601           | ▼ -1,82%             | 17           |
| 3     | Радикальна партія Олега Ляшка         | 10,16%    | 61 751            | —                    | 9            |
| 4     | «Об'єднання „Самопоміч“»              | 7,47%     | 45 418            | —                    | 7            |
| 5     | ВО «Свобода»                          | 6,85%     | 41 670            | ▲ +3,90%             | 6            |
| 6     | Аграрна партія України                | 6,67%     | 40 545            | —                    | 6            |
| 7     | «Опозиційний блок»                    | 6,19%     | 37 656            | ▼ -14,49%            | 6            |
| 8     | УКРОП                                 | 5,90%     | 35 889            | —                    | 6            |
| 9     | «Громадський рух „Народний контроль“» | 4,12%     | 25 078            | —                    | —            |
| 10    | «Наш край»                            | 3,40%     | 20 650            | —                    | —            |
| 11    | «Нова держава»                        | 0,92%     | 5594              | ▼ -2,04%             | —            |
| 12    | «Соціалісти»                          | 0,70%     | 4270              | —                    | —            |
|       | Усього голосів за партії              | 100%      | 607 954           |                      | 84           |
|       | Недійсні                              | 4,32%     | 27 487            |                      |              |
|       | Усього (явка 50,34%)                  | —         | 635 474           |                      |              |